# 山崎龍二
山崎龍二是格鬥游戏「餓狼传説系列」与「拳皇系列」中的出场的虚构角色。

## 概要
- 出身於日本的沖繩縣，從小在孤兒院長大，當時在孤兒院就已經是令人頭痛的不良份子。
- 13歲自己從孤兒院離家出走後認識了當時的非法組織幹部反町，由於在組織內反町非常照顧他，於是將之視為自己的大哥般崇拜同時現在所使用的格鬥術「我流喧嘩殺法」也是由反町所傳授的。
- 後來其非法組織的頭目陷害反町至死，得知此事的山崎將組織頭目殺害後逃往香港並開始發展自己的勢力。
- 不論是在餓狼傳說或是拳皇系列都是做為反派角色登場，在餓狼傳說對秦之秘傳書感興趣而登場，曾被金卡法的好友同時也是香港刑警洪福逮捕，但在押送過程中打傷員警成功逃離。
- 拳皇系列則追加大蛇八傑集的設定，擁有狂之力(餓狼傳說則不是大蛇的一員)，由於同為日本人，八傑集之一的七枷社對他非常感興趣，但在接觸過後，七枷社對山崎態度轉為不悅並蔑稱「大蛇八傑集之恥」。大蛇篇結束後成為唯一活下來的大蛇八傑集，之後便無參與拳皇系列(98/2002無劇情)直至2003年再度與牙刀和比利組隊復出，受2003年大蛇封印減弱的影響導致體內大蛇之血開始騷動而與比利當場打了起來(山崎先挑釁)，牙刀則不理會兩人直接離去。
- XV前夕收了海因的報酬，頂替他跟南鎮霸主-基斯一同組對參賽，也是山崎繼2003後久違的正式參賽(XIV以個人追加角色登場)，賽後因與海因的契約未到為由大鬧基斯的辦公室讓後者逃脫。
- 個性來說十分我行我素外加未達成目的再怎麼骯髒卑鄙的手段都會使出來，也有其理智和善於算計的一面。打鬥模式十分兇狠，打倒對手後甚至會拿出匕首再補對方一刀。
- 慣用手為左手，同時破壞力也是十足的驚人，因為這樣而常獲自己生前最尊敬的大哥反町的稱讚，有時看到自己的左手會常想起自己死去的大哥-反町，平常打鬥不用左手只有放出兇狠的絕招時才會使用。平日則將左手收於自己的口袋。
- 他被公认为是整个KOF 97作中最强硬的角色。

## 出场作品
饿狼传说系列：
- FATAL FURY 3:ROAD TO THE FINAL VICTORY
- REAL BOUT FATAL FURY
- REAL BOUT FATAL FURY SPECIAL
- REAL BOUT FATAL FURY 2:THE NEWCOMERS

拳皇系列：
- THE KING OF FIGHTERS '97
- THE KING OF FIGHTERS '98 - THE SLUGFEST
- THE KING OF FIGHTERS 2002 - CHANLLENGE TO ULTIMATE BATTLE
- THE KING OF FIGHTERS 2003
- THE KING OF FIGHTERS NEOWAVE
- THE KING OF FIGHTERS XIV (DLC)